# Любятув (Кросненський повіт)
Любятув (пол. Lubiatów, нім. Liebthal) — село в Польщі, у гміні Домбе Кросненського повіту Любуського воєводства.
Населення — 198 осіб (2011).
У 1975-1998 роках село належало до Зеленогурського воєводства.

## Демографія
Демографічна структура станом на 31 березня 2011 року:
|          | Загалом | Допрацездатний вік | Працездатний вік | Постпрацездатний вік |
| -------- | ------- | ------------------ | ---------------- | -------------------- |
| Чоловіки | 89      | 15                 | 66               | 8                    |
| Жінки    | 109     | 21                 | 61               | 27                   |
| Разом    | 198     | 36                 | 127              | 35                   |